# José Devolx y García
José Devolx y García (1850-1929) fue un poeta español.

## Biografía
Nació el 8 de abril de 1850 en La Coruña. Miembro del Cuerpo de Bibliotecarios y Archiveros, es descrito por Rufino Blanco y Sánchez como un «poeta de estilo clásico». Su Oda a Calderón fue premiada por la Real Academia Española en 1881. También publicó Odas y leyendas en Madrid en 1900 y durante algunos años dirigió La Lectura Dominical. Catedrático de literatura y poeta lírico, colaboró en el Boletín de la Sociedad Geográfica y otras revistas, además de en El Liberal de Madrid. Falleció a finales de 1929.